# Ataksyty
Ataksyty – grupa meteorytów żelaznych o bardzo wysokim udziale procentowym niklu. Po przecięciu i oczyszczeniu meteorytu, w płaszczyźnie przecięcia nie uwidacznia się żadna wyraźnie uporządkowana struktura. Ataksyty, które zawierają powyżej 27% niklu składają się prawie wyłącznie z taenitu, jeżeli posiadają mniej niż 27% to zawierają głównie plesyt. Przykładem ataksytu jest meteoryt Hoba.